# Erebus ophristigmaris
Erebus ophristigmaris là một loài bướm đêm trong họ Erebidae.